# うさぎ座イータ星
うさぎ座η星（うさぎざイータせい、η Leporis、η Lep）は、うさぎ座の恒星である。見かけの等級は3.71と、肉眼でみることができる明るさである。ヒッパルコス衛星が測定した年周視差を基に太陽からの距離を計算すると、約49光年となる。

## 特徴
| 太陽 | うさぎ座η星 |
| ---- | ----------- |
| 太陽 | Exoplanet   |

うさぎ座η星はF型主系列星で、スペクトル型はF1 Vに分類される。年齢はおよそ18億年で、自転速度は13.5km/s以上とみられる。質量は太陽の1.4倍、半径は太陽の1.6倍程度、表面温度は約6,900Kと推定される。
うさぎ座η星からは、スピッツァー宇宙望遠鏡による観測で、波長32μm、70μmの遠赤外線で赤外超過が検出されており、恒星の周りには暖かい塵の星周円盤があると考えられる。単純な塵の模型で考えると、円盤はうさぎ座&deta;星を中心に1 auから16 auに広がり、塵の温度は星に近い領域で353K、星から遠い領域で92Kと予想される。円盤の外側は、うさぎ座η星の凍結線よりも外であり、水の氷の粒子がかなり含まれるとみられる。